# Kostel svatého Václava (Jezbořice)
Kostel svatého Václava je gotický filiální kostel, který se nalézá na okraji příkrého návrší v centru obce Jezbořice v okrese Pardubice. Kostel je spolu s celým areálem přilehlého hřbitova a zvonice chráněn jako kulturní památka. Národní památkový ústav tento kostel uvádí v katalogu památek pod rejstříkovým číslem ÚSKP 21021/6-2092.

## Historie kostela
Na nejvyšším místě obce Jezbořice byl pravděpodobně po roce 1055 vystavěn dřevěný kostel sv. Václava. Do dnešního podoby byl rozšířen až na konci 15. století, kdy byla od západu přistavěna plochostropá loď přístupná od západu pozdně gotickým profilovaným sedlovým portálem. Došlo také k výrazným úpravám v interiéru (sedile, sanktuárium, klenba). Loď dostala renesanční klenbu až ve druhé polovině 16. století, před západní průčelí přibyl dole otevřený přístavek se schodištěm na kruchtu. V blíže neurčené době vznikla na severu sakristie, která byla v pozdním baroku zbořena a nahrazena novou, navazující v ose na opěráky presbytáře. Za třicetileté války tu zanikla fara a teprve v 18. století bydlil opět farář střídavě v Jezbořicích a Mikulovicích. Četné epitafy na zdech kostela vypravují o majitelích Jezbořic. Roku 1769 byla tu opět zřízena lokálie a roku 1871 přeměněna na faru. V současnosti je kostel duchovně spravován z farnosti Heřmanův Městec.

## Popis kostela
Bývalý farní kostel svatého Václava je zděný, orientovaný, ve slohu gotickém a stojí na pokraji příkrého návrší, takže je se svou opodál stojící dřevěnou zvonicí zdaleka viditelný. Původní renesanční klenba kostela spadla částečně při požáru roku 1791 a zbytek byl odstraněn roku 1815. Nynější strop je plochý rákosový. Původní kostel byl menší kaplí při zdejší tvrzi a měl pět oken. Dnešní kostel má loď 19,85 m dlouhou a 6,90 m širokou, presbytář je 6,90 m dlouhý a 5,80 m široký.

## Vybavení kostela
Hlavní oltář sv. Václava má obraz sv. Václava, podávajícího Kristu korunu, obraz věnoval do kostela zdejší rodák, statkář Josef Kolínský; namaloval jej roku 1897 Karel Záhorský. Měří 4 m na výšku a 2,50 m na šířku. Hlavní oltář je barokní z 18. století, opravený roku 1823. Po stranách vlevo je socha sv. Petra, vpravo sv. Pavla, 2,30 m vysoká a 0,70 m široká.
V kostele je křtitelnice z roku 1600 s erbem od rytíře Lipanského z Lipan, vysoká 0,89 m a 0,33 m široká, opravená v letech 1850 a 1923. Na křestním stolku jsou cínové svícny z roku 1674. Křtitelnice nese nápis: [„] Marek XVI. Ka  Gdouce po všem světe, kažte evangelium všemu stvoření, kdož věří a pokřtí se, spasen bude, ale kdož neuvěří bude ztracen. 
V roce 1850 bylo opraveno též pět dřevěných vyřezávaných lavic. Na západních hlavních dveřích je ozdobně kovaný železný kruh jako klepadlo.
Vlevo od hlavního oltáře je gotický sanktuář, 1,40 m vysoký a 0,84 m široký.
Kalich je barokní, se šesti miniaturami zemských patronů, ve stříbře tepaných a patena k zaopatřování nemocných z roku 1730 s rytinami sv. Václava. 
Zdejší obraz jezbořického kostela má štít, který nese ozubí jako u kostelů pardubických. Obraz je bez rámu vysoký 2,20 m a široký 0,50 m; cenný barokní rám pochází ze 17. století.
Při renovaci kostela koncem 19. století byla architektem Bohumilem Dvořákem odkryta část gotické hrobky.
Za oltářem visí obraz Jana Nepomuckého 73 cm vysoký a 45 cm široký, malovaný na dřevě. Nese nápis: „Léta P. 1595 v úterý po památce sv. Michala, archanděla Páně, svůj život dokonala Ozama, panenka, majíc věku svého 4 r., dcera urozeného a statečného pana Jetřicha Lipanského z Lipan a na Vysokém Veselí a urozené paní matky své Lidmily, rozene Haugwitzové z Biskupic,' osmého dne měsíce října jest pohřbena v tomto kostele záduší jezbořického očekává v Kristu Spasiteli blažené vzkříšení." Značka M.R.B značí Matouš Radouš Bohemus, malíř a vážený měšťan Chrudimi. Obraz má týž erb jako křtitelnice: mnich veslující v zeleném poli a nahoře bílá přílba. 
Obraz „Křest v Jordáně", který visel dříve na hlavním oltáři, se nyní nachází nyní nalevo od oltáře. Má vyřezávaný rám z 18. století.
V presbytáři je sanktuář se železnými dvířky.
V sakristii se nalézá Pieta ve skřínce 0,61 m  x 0,74 m široké, v postříbřeném barokním rámu. Vedle je barokní soška Vzkříšení Krista, vysoká 63 cm.
U dveří do sakristie je zazděno devět náhrobků, zčásti poškozených. Po pravé straně dveří vedoucích do sakristie je pískovcový náhrobek, 1,60 m vysoký a 0,92 m široký, silně otřelý; má v dolní polovině místo pro erb, dnes ohlazený, nápis na okraji je již neznatelný.
Po levé straně dveří je druhý kámen, vysoký 1,06 m a široký 0,64 m, s ženskou postavou držící v pravé ruce setřelý znak. Kámen má po stranách na okraji jednořádkový nápis: ..... „ tuto jest pochow. manželka uroz„a Ludwika Sudy z Renče„„
Třetí náhrobek je z pískovce, 1,83 m vysoký a 0,93 m široký, na celé ploše má postavu paní v dlouhém řasnatém plášti s erbem u nohou. Na okraji má poškozený jednořádkový nápis.
Čtvrtý pískovcový náhrobek, 1,22 m vysoký a 0,64 m široký, má na spodní polovině tři dětské postavy a znak, na němž je viditelný klenot, řešeto s pštrosími péry (vladykové Něnkovští z Medonos). Vrchní polovina nese šestiřádkový nápis „Pane Bože wšehomocný a n. milosrdenství hodný a negmilostiwější skrze pana našeho Ježíše Krista smiluj se nad nimi Tiel tiechto i nad námi hříšnými. Leta 1562„. uroze„ pana Burgas z Medonos a na Blatie panna Barbora dczera jeho„.sobotu den sv. Victorina panna Johann a Ofelia„. po sv. Witu tuto spolu odpocziwajgi." Tak zní nápis po okrajích.
Náhrobek pátý je 0,84 m vysoký a 0,58 m široký, šestý 0,84 x 0,45 m, sedmý 0,69 x 0,49 m, osmý 0,69 x 0,53 m. Všechny jsou malé, čtyřhranné, jejich desky jsou setřelé, uprostřed se znaky vladyků Lipanských z Lipan, mnich veslující na lodičce a klenot tři pštrosí péra.
Zvonice se nachází jižně od kostela, je dřevěná, osmihranná o straně 4,50 m. Nachází se zde  zvon z roku 1601, 1,30 m vysoký a 1,10 m široký se srdcem dlouhým 1,30 m. Nápis na zvonu zní: Prokrzikugte Hospodinu wssiczkni obywatelé Zemie, služte Hospodinu s weselírn przistupugtc przed obliczey jeho s prospiwowanim žialm G. (100). Tak Bůh miloval swiet, že sveho jednorozeného syna dal, aby žádný, kdo v něho věří, nezahynul, ale měl život věčný.
Na druhé straně je nápis:
Walentin Zialud geho milosti Czisarský Pan Heitman Panstwí Pardubického 1601.

## Galerie

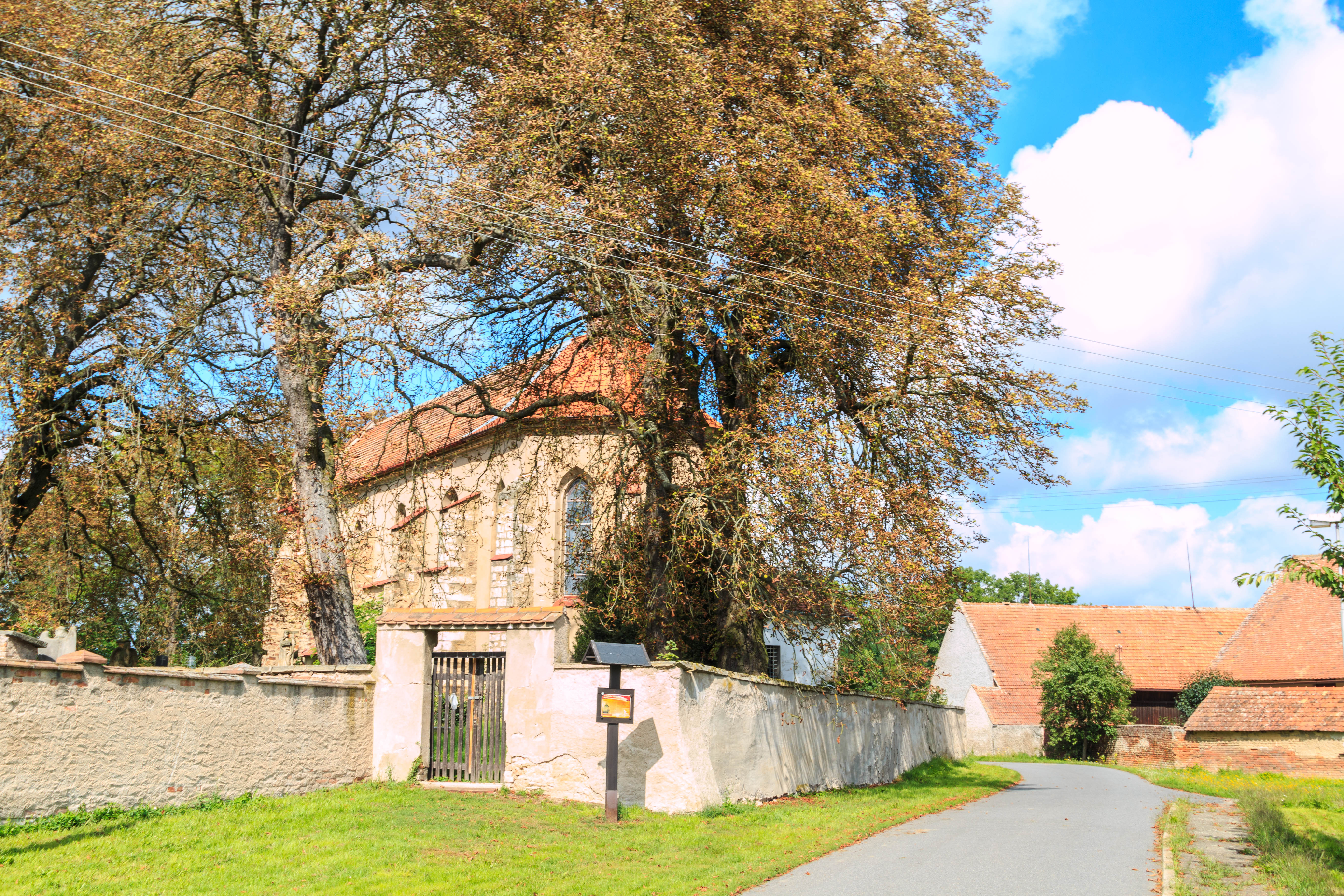
pohled na kostel svatého Václava v Jezbořicích
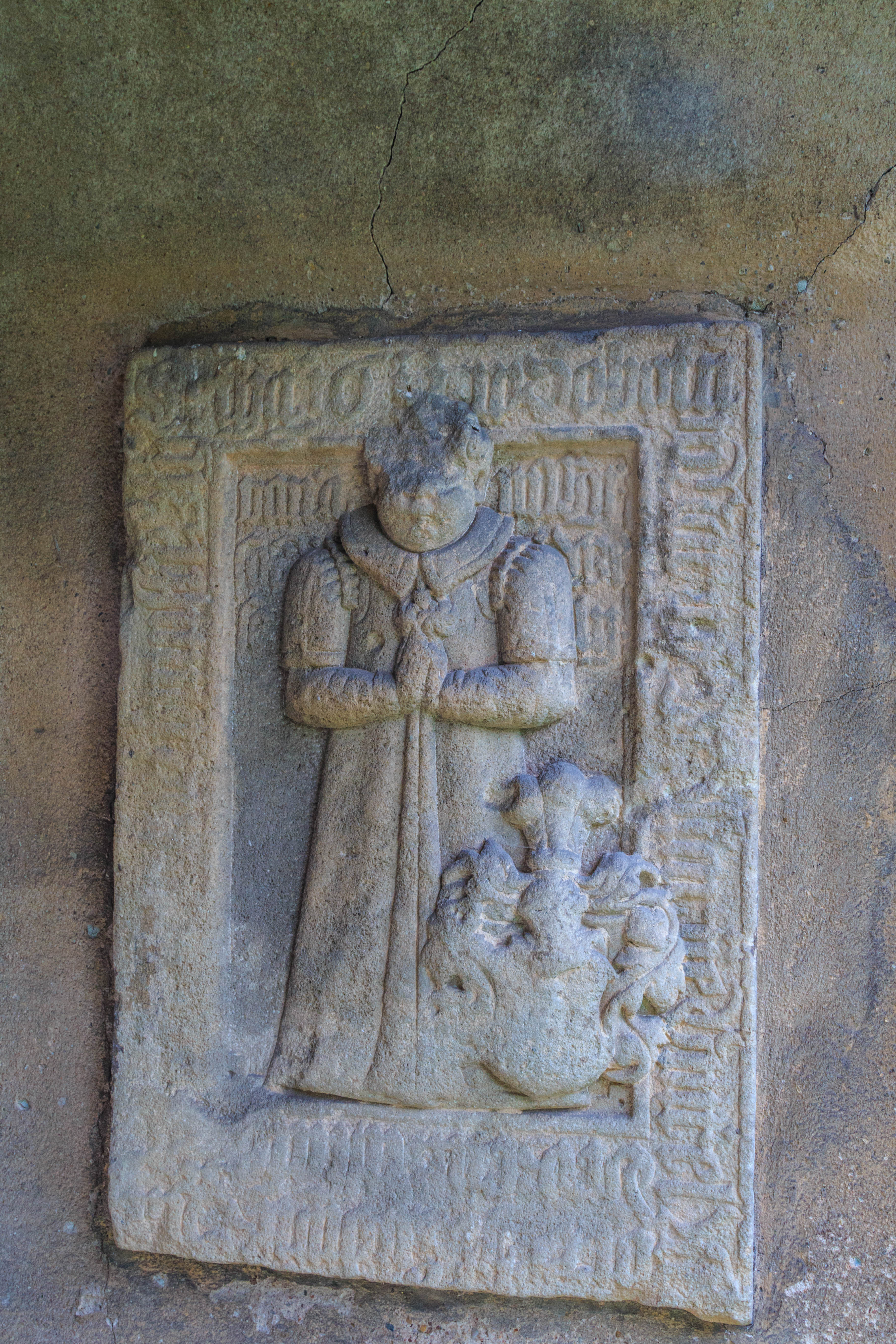
náhrobní kameny na kostele svatého Václava v Jezbořicích
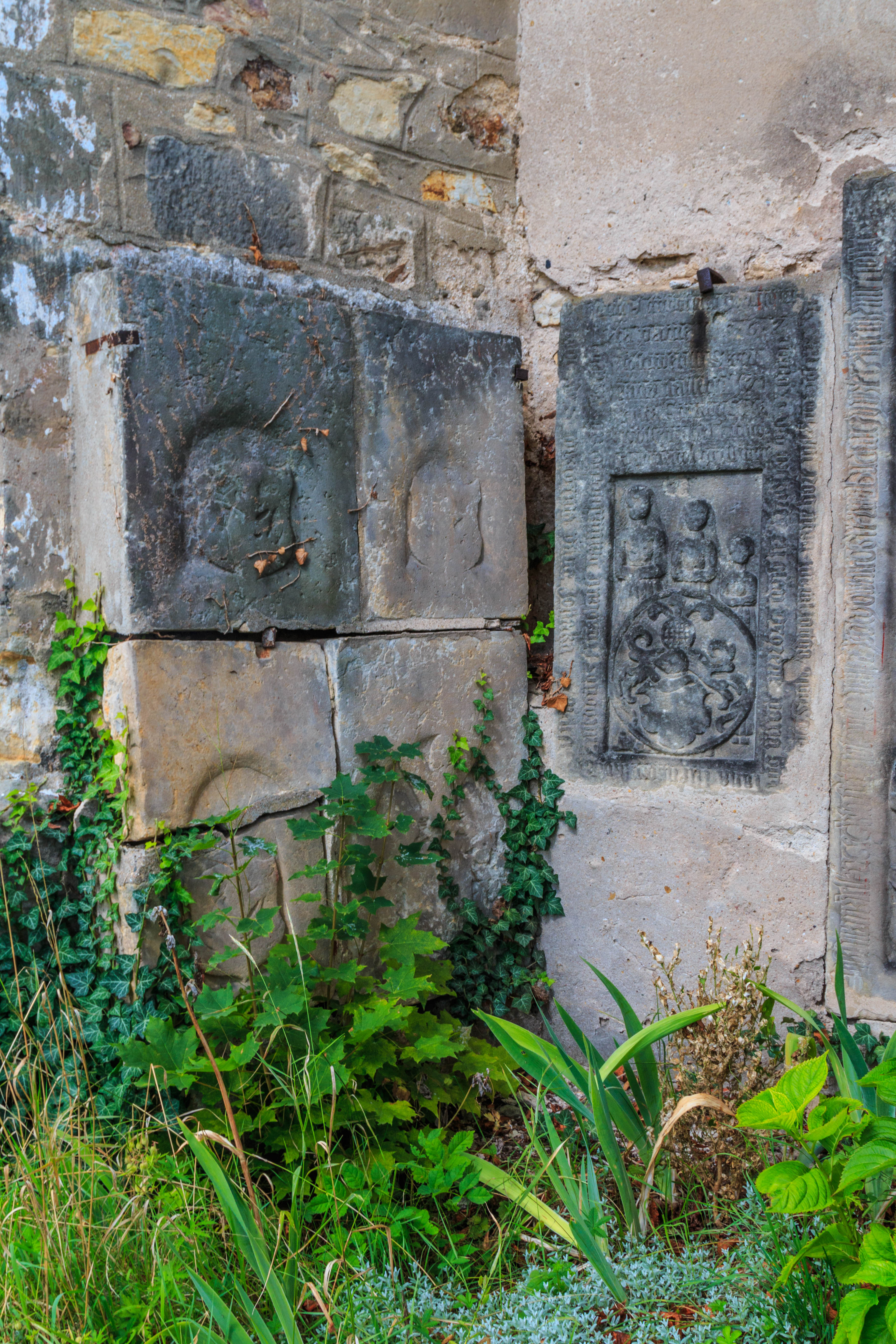
náhrobní kameny na kostele svatého Václava v Jezbořicích
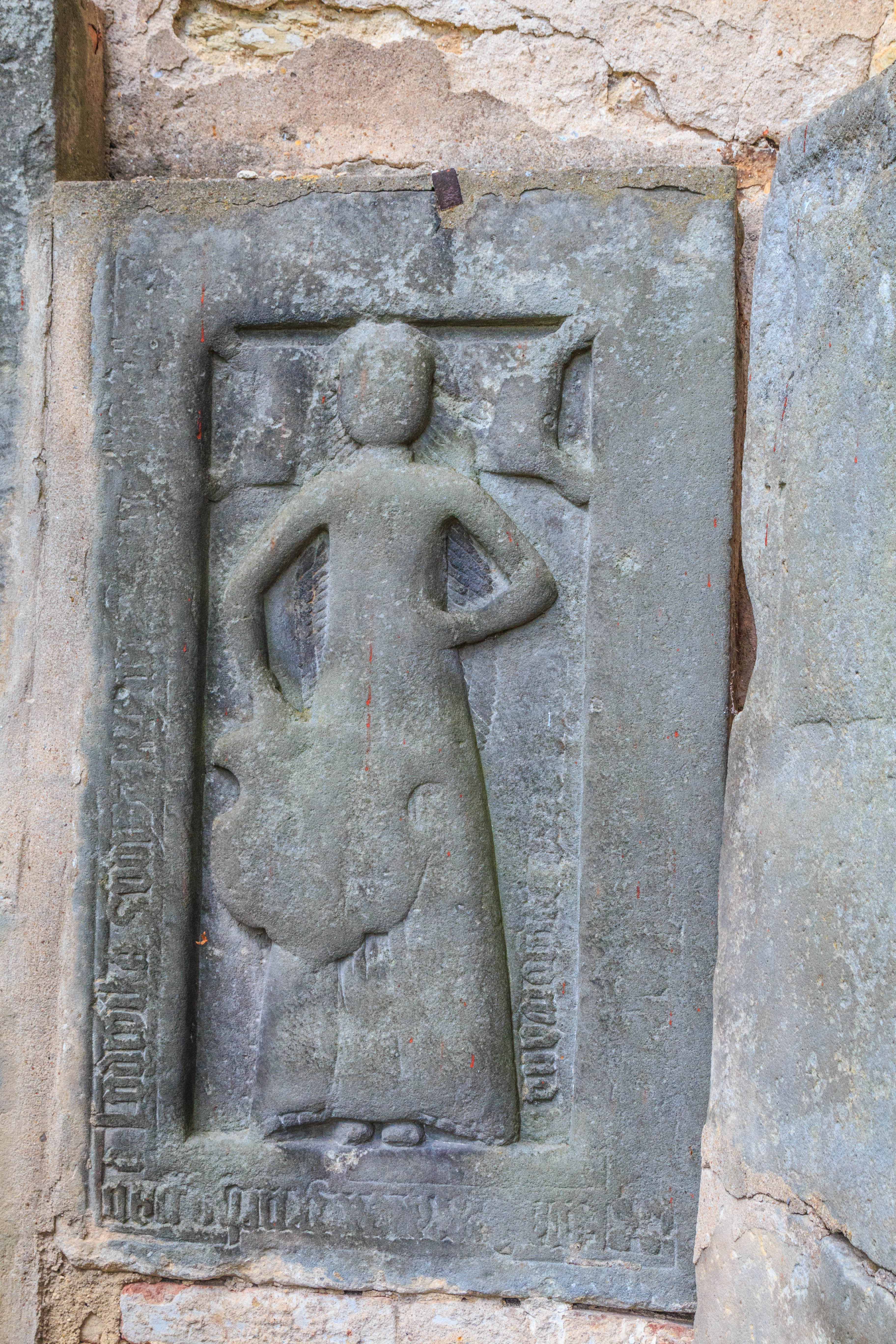
náhrobní kameny na kostele svatého Václava v Jezbořicích
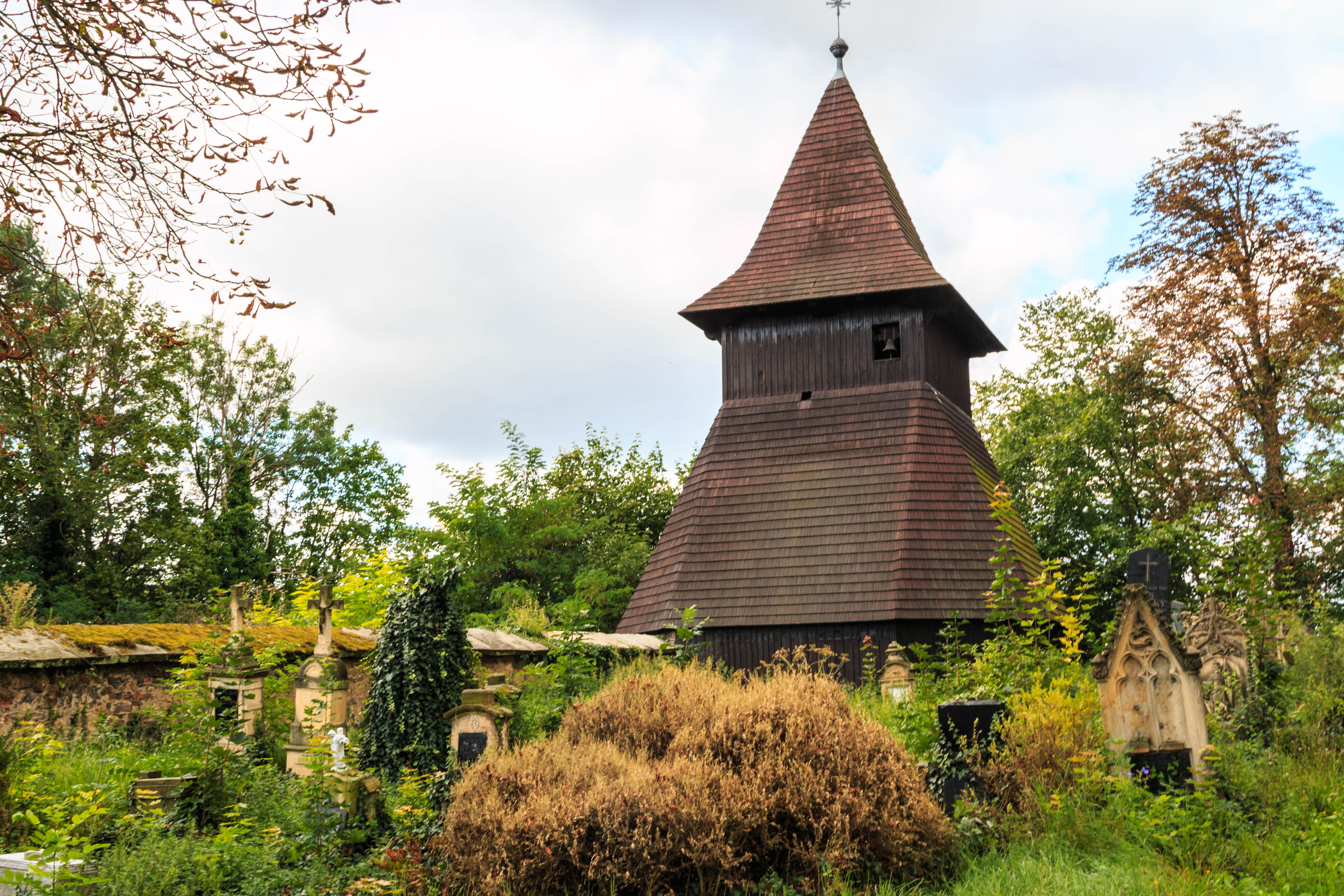
zvonice u kostela svatého Václava v Jezbořicích